# Park Narodowy Conguillío
Park Narodowy Conguillío (hiszp. Parque nacional Conguillío) – park narodowy w Chile położony w regionie Araukania, w prowincjach Malleco (gminy Curacautín i Lonquimay) oraz Cautín (gminy Vilcún, Cunco i Melipeuco). Został utworzony 15 kwietnia 1987 roku na bazie istniejącego od 1940 roku Parku Narodowego Los Paraguas oraz istniejącego od 1950 roku rezerwatu leśnego Conguillío. Zajmuje obszar 608,33 km². Od 1983 roku wraz z Parkiem Narodowym Huerquehue i Parkiem Narodowym Tolhuaca jest częścią rezerwatu biosfery UNESCO o nazwie „Araukarias”.

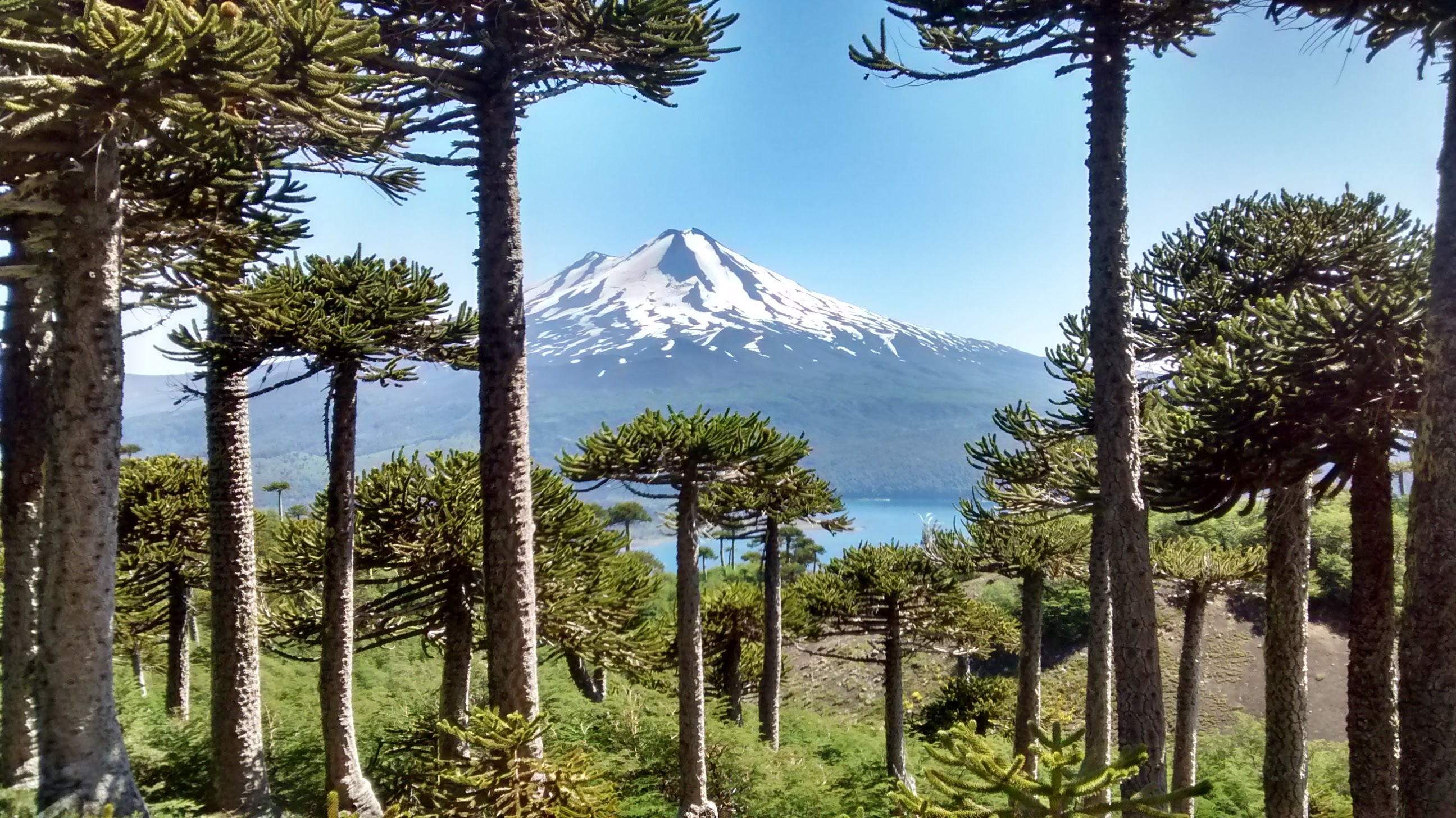
Araukaria chilijska

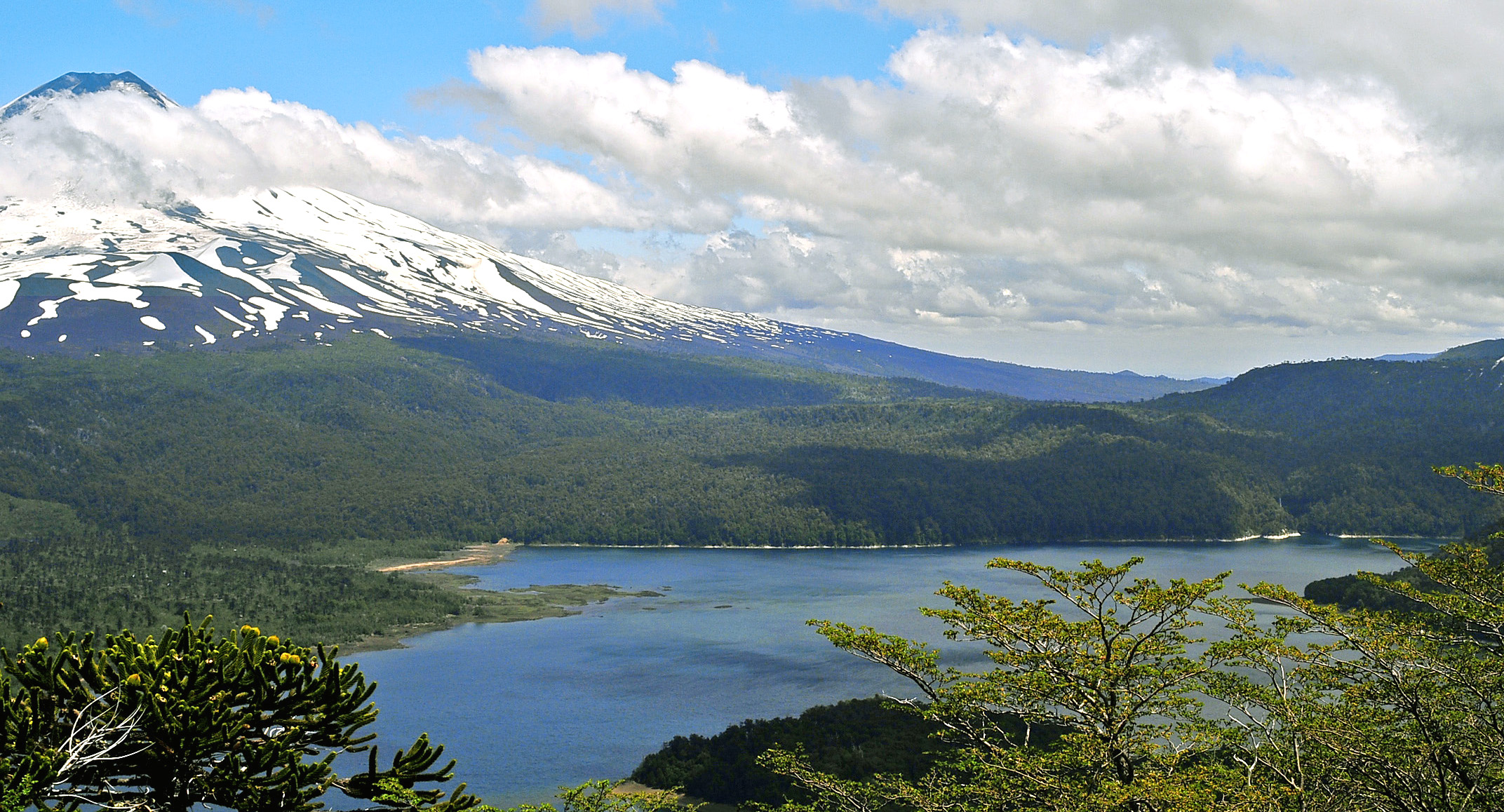
Jezioro Conguillío

## Opis
Park znajduje się na zachodnich zboczach Andów, w dorzeczach rzek Biobío i Imperial. Dominują tu dwa wysokie szczyty. Są to czynny wulkan Llaima – 3125 m n.p.m. (ostatnia erupcja 1 stycznia 2008 roku) oraz wygasły wulkan Sierra Nevada (2554 m n.p.m.). W parku istnieje wiele jezior pochodzenia wulkanicznego. Są to m.in. jezioro Conguillío (780 ha) i  jezioro Verde (140 ha).
Średnia roczna temperatura na niżej położonych terenach parku wynosi +11 °C.

## Flora
W wyższych partiach gór rośnie głównie bukan chilijski. Na niżej położonych terenach, w lasach, dominuje zagrożona wyginięciem araukaria chilijska. Rośnie tu też m.in.: Nothofagus dombeyi, Nothofagus pumilio, Nothofagus obliqua, Austrocedrus chilensis, Prumnopitys andina.

## Fauna
SsakI żyjące w parku to m.in.: puma płowa, pudu południowy, torbik bambusowy, nibylis argentyński, ocelot chilijski, nibylis andyjski. Ptaki to m.in.: sóweczka magellańska, krasnogonka krótkodzioba, puszczyk patagoński, ibis maskowy, pustułka amerykańska, kondor wielki, aguja rdzawogrzbieta. W środowisku wodnym licznie występuje ropucha Rhinella arunco, a także m.in. łabędź czarnoszyi i kormoran niebieskooki.